# The Killer Inside Me
The Killer Inside Me è un film del 2010 diretto da Michael Winterbottom, basato sul romanzo di Jim Thompson L'assassino che è in me. Il film è interpretato da Casey Affleck, Kate Hudson e Jessica Alba.
È stato presentato al Tribeca Film Festival il 27 aprile 2010 e l'uscita nelle sale inglesi è stata l'8 giugno del 2010. In Italia è uscito nelle sale il 26 novembre 2010.

## Trama
1952: il vice sceriffo Lou Ford è un'istituzione della sua piccola comunità del Texas occidentale; segretamente, è in realtà un sociopatico con appetiti sessuali assai violenti e difficilmente controllabili. Anni prima, era stato sorpreso a violentare una bambina dal fratello adottivo Mike, che poi si era dichiarato colpevole del crimine per proteggerlo. Rilasciato dalla prigione, Mike, assunto dal ricco imprenditore Chester Conway, era misteriosamente morto in un incidente edilizio che Lou crede sia stato inscenato dallo stesso magnate.
Su richiesta dello sceriffo e mentore Bob Maples, Lou fa visita a Joyce Lakeland, una prostituta che ha una relazione con il figlio di Conway, Elmer. Quando lei, alle minacce di sfratto, lo provoca con ostilità e finisce col rifilargli un sonoro ceffone, Lou perde le staffe e la prende a cinghiate sulle natiche; la donna, che prova piacere nel subire dolore, se ne innamora perdutamente e instaura con lui una relazione clandestina.
In modo che Lou possa vendicarsi di Conway per la morte di Mike, i due ideano un complotto per estorcergli $10.000. il vice sceriffo inizialmente sta al gioco ma poi cambia le carte in tavola: ormai in possesso del denaro, picchia brutalmente la sua partner e, credendola morta, spara e uccide Elmer, inscenando quindi un omicidio reciproco. Tuttavia, la prostituta sopravvive e Conway intende vederla condannata a morte per l'omicidio di suo figlio.
La reputazione di Lou inizia a vacillare: la sua fidanzata Amy ne subodora l'infedeltà e il procuratore distrettuale della contea Howard Hendricks sospetta che sia il vero assassino di Elmer. Il vide sceriffo accompagna Maples e Conway all'ospedale di Fort Worth in modo che possano interrogare Joyce, ma appena arrivano scoprono che la donna è morta durante l'intervento chirurgico.
Tornando a casa, Lou scopre fotografie esplicite all'interno di una Bibbia. La donna nelle diapositive era Helene, babysitter che, accudendolo durante l'infanzia, lo aveva introdotto al sadomasochismo. Lou brucia tutto il materiale.
Hendricks intanto arresta Johnnie Pappas, un giovane locale con cui Lou aveva stretto amicizia, in quanto sospettato degli omicidi: viene infatti trovato con una banconota della refurtiva da $10.000 appartenenti a Conway e datagli da Lou. Il procuratore distrettuale chiede a questi di convincere Johnnie a confessare; nella sua cella, il vice sceriffo rivela all'accusato di essere il vero assassino e lo impicca per far sembrare che si sia suicidato a causa dei sensi di colpa.
La morte di Johnnie non fa altro che rendere la città più sospettosa nei confronti di Lou. Il giornalista e organizzatore sindacale Joe Rothman, che in precedenza aveva suggerito che Conway avesse ucciso Mike, spinge i sospetti verso il vice sceriffo. Questi propone a Amy di fuggire e lei, per saziare i suoi violenti appetiti, accetta di sottomettersi a lui permettendogli di sculacciarla. Un barbone alcolizzato, che Lou aveva precedentemente bruciato con un sigaro, ha intanto seguito Lou e sa che è responsabile degli omicidi; gli chiede dunque $5.000 in cambio del silenzio. Lou sembra accettare il ricatto ma, quando deve partire con Amy, la picchia a morte; insegue poi il senzatetto urlando che è stato lui a uccidere Amy, e un altro vice sceriffo, Jeff Plummer, spara al poveretto freddandolo.
La mattina dopo, Plummer informa Lou che lo sceriffo Maples, convinto della colpevolezza del suo pupillo, si è suicidato; insieme a Hendricks cerca di ottenere una confessione dal sadico poliziotto ma lui rifiuta arrogantemente. Trovano però una lettera che Amy intendeva consegnare a Lou in cui lo implorava di confessare i suoi eventuali crimini. L'uomo viene quindi arrestato e mandato in un manicomio, dove soffre di allucinazioni e rivede sia Amy che Helene. L'avvocato Billy Boy Walker lo fa subito rilasciare e Lou gli confessa tutti gli omicidi concludendo che non vuole la morte di nessun altro.
Perso in fantasie violente e deciso a non far soffrire più altre donne che debbano fare le veci della sua sadomasochistica babysitter, Lou cosparge la sua casa di benzina e alcol, si arma di coltello e si siede nel suo studio in attesa della fine. La polizia arriva poco dopo con Hendricks, Conway, Plummer e Joyce ancora viva. Lei si avvicina a Lou dicendogli che si è rifiutata di collaborare con le autorità, Lou le risponde che la ama, poi la pugnala allo stomaco. Plummer apre il fuoco, colpendoli entrambi e accendendo la benzina. Fuori, i poliziotti in avvicinamento osservano la casa inghiottita dalla palla di fuoco che Lou ha allestito per uccidersi.

## Accoglienza

### Critica
Jessica Alba ha vinto un Razzie Awards durante l'edizione del 2010 come Peggior attrice non protagonista.